# West Belmar
West Belmar és una concentració de població designada pel cens dels Estats Units a l'estat de Nova Jersey. Segons el cens del 2000 tenia 2.606 habitants.

## Demografia
Segons el cens del 2000, West Belmar tenia 2.606 habitants, 1.000 habitatges, i 673 famílies. La densitat de població era de 2.096,2 habitants/km².
Dels 1.000 habitatges en un 34,1% hi vivien nens de menys de 18 anys, en un 50,5% hi vivien parelles casades, en un 12,2% dones solteres, i en un 32,7% no eren unitats familiars. En el 27,7% dels habitatges hi vivien persones soles el 9,7% de les quals corresponia a persones de 65 anys o més que vivien soles. El nombre mitjà de persones vivint en cada habitatge era de 2,61 i el nombre mitjà de persones que vivien en cada família era de 3,21.
Per edats la població es repartia de la següent manera: un 26,2% tenia menys de 18 anys, un 7% entre 18 i 24, un 34,3% entre 25 i 44, un 22,1% de 45 a 60 i un 10,3% 65 anys o més.
L'edat mediana era de 36 anys. Per cada 100 dones de 18 o més anys hi havia 91,1 homes.
La renda mediana per habitatge era de 56.367 $ i la renda mediana per família de 60.144 $. Els homes tenien una renda mediana de 46.458 $ mentre que les dones 32.500 $. La renda per capita de la població era de 22.276 $. Aproximadament el 4,5% de les famílies i el 3,1% de la població estaven per davall del llindar de pobresa.

## Poblacions més properes
El següent diagrama mostra les poblacions més properes.